# Heliconia berriziana
Heliconia berriziana är en enhjärtbladig växtart som beskrevs av Abalo och G.Morales. Heliconia berriziana ingår i släktet Heliconia och familjen Heliconiaceae. Inga underarter finns listade.